# Andøybron

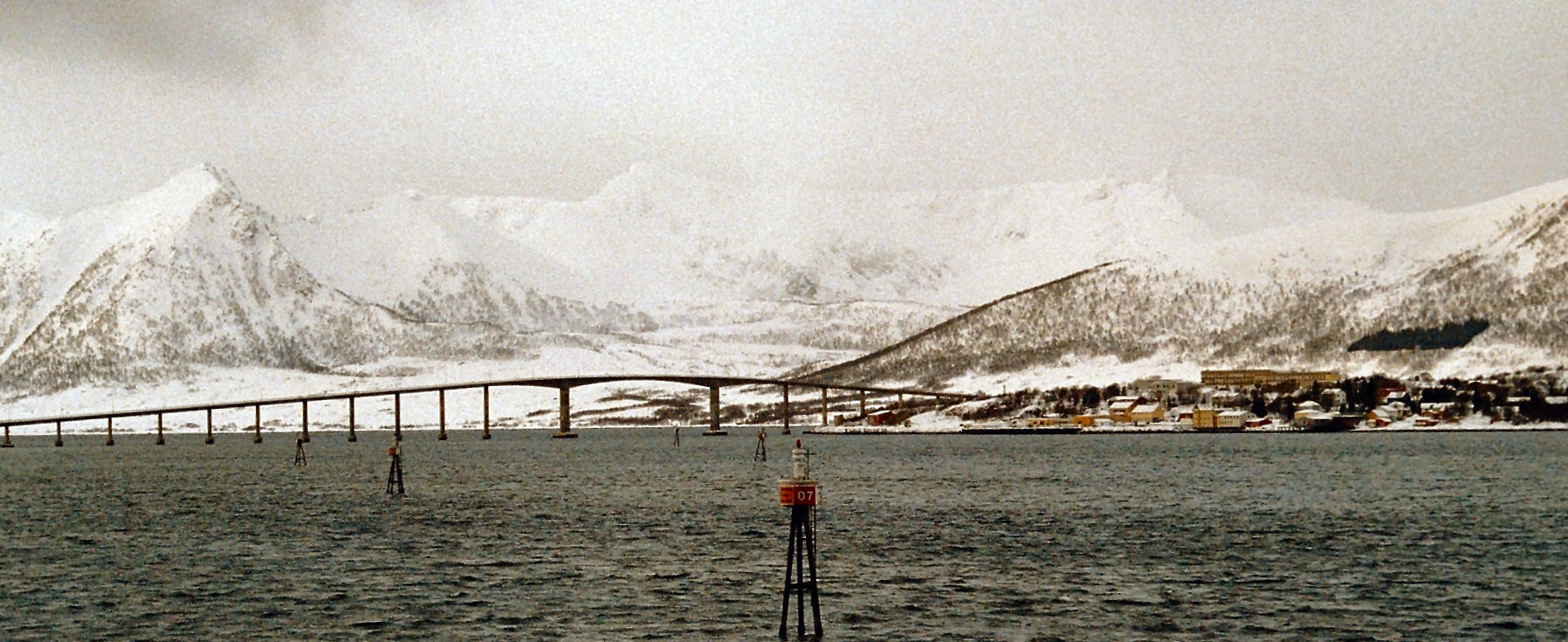
Risøysundet med Andøybrua.

Andøybron (norska: Andøybrua) är en bro i Andøy kommun i Nordland fylke i norra Norge. Över bron går norska fylkesväg 82 över Risøysundet mellan Andøya och Hinnøya. Vid brons norra sida ligger tätorten Risøyhamn.
Andøybrua är en konsolbro med ett huvudspann på 110 meter och en sammanlagd längd på 750 meter. Bron öppnades för trafik 1974.